# 哈尔盖古城
哈尔盖古城，位于中国青海省刚察县哈尔盖乡海东村，为青海省市县级文物保护单位，公布日期为1987年7月10日，类型为古遗址。
哈尔盖古城的历史年代为待定。